# Tumlin-Wykień
Tumlin-Wykień – wieś w Polsce położona w województwie świętokrzyskim, w powiecie kieleckim, w gminie Miedziana Góra.
W latach 1975–1998 miejscowość należała administracyjnie do województwa kieleckiego.
W pobliżu wsi znajdują się nieczynne kamieniołomy piaskowca, wykorzystywane przez amatorów wspinaczki skałkowej. Jeden z nich znany jest jako Tumlin, drugi jako Wykień. W Tumlinie znajdują się drogi z asekuracją trad. oraz wędkowe, natomiast Wykień oferuje również osiem dróg ubezpieczonych ringami.